# Amandaprisen
Amanda-prisen eller Amandaprisen är ett norskt film- och tv-pris som delas ut årligen i samband med Den norske filmfestivalen i Haugesund. Första gången priset delades ut var den 17 augusti 1985. Vinnaren mottar en statyett utformad av Kristian Kvakland. Sedan 2005 kan inte tv-produktioner nomineras till priset.
Initiativet till priset togs av filmproducenten Bente Erichsen. Namnet Amanda är inte relaterat till någon film utan från visan ”Amanda fra Haugesund”.
Amandaprisen är Norges motsvarighet till den svenska Guldbaggen.

## Statyetten
1985 utlyste tidningen Haugesunds Avis en tävling om utformning av prisstatyetten. Vinnare blev bildhuggaren Kristian Kvakland. Amandastatyn vägde vid premiäråret 4,5 kg, men efter det första året har den vägt 2,5 kg och har en höjd på 30 cm. 

## Ändringar i prisutdelningen
1993 kunde Amanda vinnas av filmskapare från hela Norden, vilket betydde att det inte delades ut något pris för årets bästa norska biofilm. Vinnare blev dock den norska filmen Telegrafisten. Nästa år hade reglerna ändrats tillbaka så bara norska filmer kunde nomineras. 
Från och med 2005 kan Amanda bara delas ut till filmproduktioner. Anledningen är att priset för tv-produktioner, Gullruten, ses som ett mer renodlat tv-pris. Det lades också till en speciell kategori för bästa regissör. Tidigare gick priset för bästa film till regissören, men det ändrades till att i stället gå till producenten.

## Vinnare av bästa film
- 1985: Orions belte, regi: Ola Solum
- 1986: Hustruer – ti år etter, regi: Anja Breien
- 1987: X, regi: Oddvar Einarson
- 1988: Veiviseren, regi: Nils Gaup
- 1989: For harde livet, regi: Sigve Endresen
- 1990: En håndfull tid, regi: Martin Asphaug
- 1991: Herman, regi: Erik Gustavson
- 1992: Frida – med hjertet i hånden, regi: Berit Nesheim
- 1994: Hodet over vannet, regi: Nils Gaup
- 1995: Eggs, regi: Bent Hamer
- 1996: Kjærlighetens kjøtere, regi: Hans Petter Moland
- 1997: Budbringeren, regi: Pål Sletaune
- 1998: Salige er de som tørster, regi: Carl Jørgen Kiønig
- 1999: Bare skyer beveger stjernerne, regi: Torun Lian
- 2000: S.O.S., regi: Thomas Robsahm
- 2001: Heftig og begeistret, regi: Knut Erik Jensen
- 2002: Alt om min far, regi: Even Benestad
- 2003: Salmer fra kjøkkenet, regi: Bent Hamer
- 2004: Buddy, regi: Morten Tyldum
- 2005: Hawaii, Oslo, regi: Erik Poppe
- 2006: Slipp Jimmy fri, regi: Christopher Nielsen
- 2007: Repris, regi: Joachim Trier
- 2008: Mannen som älskade Yngve, regi: Stian Kristiansen
- 2009: Max Manus, regi: Espen Sandberg och Joachim Rønning
- 2010: Upperdog, regi: Sara Johnsen
- 2011: Kongen av Bastøy, regi: Marius Holst
- 2012: Få meg på, for faen!, regi: Jannicke Systad Jacobsen
- 2013: Som du ser meg, regi: Dag Johan Haugerud
- 2014: Tusen ganger god natt, regi: Erik Poppe
- 2015: Børning, regi Hallvard Bræin
- 2016: Bølgen, regi Roar Uthaug
- 2017: Kongens nei, regi Erik Poppe
- 2018: Hva vil folk si, regi Iram Haq[1]

## Bästa kvinnliga skådespelare
- 1985: Tone Danielsen (Det gode mennesket i Sezuan)
- 1986: Anne Marie Ottersen (Hustruer – ti år etter)
- 1987: Marianne Krogh (Fri)
- 1988: Anne Krigsvoll, (Av måneskinn gror det ingenting)
- 1989: Amanda Ooms (Karachi)
- 1990: Camilla Strøm Henriksen (En håndfull tid)
- 1991: Lise Fjeldstad (Dødsdansen)
- 1992: Anneke von der Lippe (Krigerens hjerte)
- 1993: Marie Richardson (Telegrafisten)
- 1994: Harriet Andersson (Høyere enn himmelen)
- 1995: Anneke von der Lippe (Over stork og stein och Pan)
- 1996: Rut Tellefsen (Kristin Lavransdotter)
- 1997: Eli Anne Linnestad (Budbringeren)
- 1998: Kjersti Elvik (Salige er de som tørster)
- 1999: Brit Elisabeth Haagensli (Absolutt blåmandag)
- 2000: Kjersti Holmen (S.O.S. och Sofies verden)
- 2001: Hildegun Riise (Detektor)
- 2002: Maria Bonnevie (Jeg er Dina)
- 2003: Lena Endre (Musikk for bryllup og begravelser)
- 2004: Ane Dahl Torp (Svarte penger…hvite løgner)
- 2005: Annika Hallin (Vinterkyss)
- 2006: Ane Dahl Torp (Gymnaslærer Pedersen)
- 2007: Ingrid Bolsø Berdal (Fritt vilt)
- 2008: Anni-Kristiina Juuso (Kautokeinoupproret)
- 2009: Ellen Dorrit Petersen (Iskyss)
- 2010: Agnieszka Grochowska (Upperdog)
- 2011: Line Verndal (Limbo)
- 2013: Laila Goody (Som du ser meg)
- 2014: Ellen Dorrit Petersen (Blind)
- 2015: Ine Marie Wilmann (De nærmeste)
- 2016: Liv Bernhoft Osa (Pyromanen)
- 2017: Ruby Dagnall (Rosemari)
- 2018: Andrea Berntzen (Utøya 22. juli)[1]

## Bästa manliga skådespelare
- 1985 – Helge Jordal i Orions bälte
- 1986 – Nils Ole Oftebro i Du kan da ikke bare gå
- 1987 – Bjørn Sundquist i Over grensen
- 1988 – Erik Hivju i Tartuffe
- 1989 – Reidar Sørensen i Himmelplaneten
- 1990 – Sverre Anker Ousdal i Kreditorene
- 1991 – Per Sunderland i Dødsdansen
- 1992 – Wilfred Breistrand i Thomas F's siste nedtegnelser til almenheten
- 1993 – Hannu Kivioja i Tuhlaajapoika" ("Den fortapte sønn")
- 1994 – Espen Skjønberg i Secondløitnanten
- 1995 – Sverre Hansen och Kjell Stormoen i Eggs
- 1996 – Bjørn Sundquist i Søndagsengler
- 1997 – Robert Skjærstad i Budbringeren
- 1998 – Sverre Anker Ousdal i Blodsbånd
- 1999 – Ingar Helge Gimle i Absolutt blåmandag
- 2000 – Bjørn Sundquist i Sejer - se deg ikke tilbake
- 2001 – Svein Scharffenberg i Når nettene blir lange
- 2002 – Robert Stoltenberg i Borettslaget
- 2003 – Aksel Hennie i Jonny Vang
- 2004 – Anders Baasmo Christiansen i Buddy
- 2005 – Kristoffer Joner i Naboer
- 2006 – Trond Fausa Aurvåg for Den brysomme mannen
- 2007 – Raouf Saraj for Vinterland
- 2008 – Trond Espen Seim for Varg Veum – Fallna änglar
- 2009 – Aksel Hennie for Max Manus
- 2010 – Stellan Skarsgård i En ganska snäll man
- 2011 – Henrik Rafaelsen i Sykt lykkelig
- 2013 – Pål Sverre Hagen i Kon-Tiki
- 2014 – Aksel Hennie i Pioner
- 2015 – Bjørn Sundquist i Her er Harold
- 2016 – Anders Baasmo Christiansen i Welcome to Norway
- 2017 – Kristoffer Joner i Hjertestart
- 2018 – Adil Hussain i Hva vil folk si [1]

### Allmänna källor
- Bild på Amandastatyn i Haugesund
- Amandaprisen 2006 – VG Nett